# Naoyuki Terai
Naoyuki Terai (Japans: 寺井尚行, Terai Naoyuki) (1951) is een hedendaagse Japanse componist en muziekpedagoog.

## Levensloop
Terai studeerde compositie bij Kan Ishii, Hiroshi Hoshina, Shoko Shida aan de Aichi Prefectural University of Fine Arts and Music in Aichi, Japan.
Tegenwoordig is hij professor in compositie aan dezelfde universiteit en schreef als componist voor talrijke ensembles, computermuziek, waar hij computerklanken met "The Stream" opwekt, ook instrumentalcomposities en elektroakoestische muziek en systemen voor interactieve performance. Hij is eveneens directeur van de Japanese Society of Electronic Music (JSEM), lid van de Academic Society of Japan for Winds Percussion and Band (BASJ), lid van de 21st Century Wind Music Executive Committee en lid van de Society of Research for Robots with the World of Sence. 
Van 1987 tot 1997 werkte hij aan het Computer Music Laboratry SEA en schreef onder andere Computer music at the Planetarium. Voor het openingsceremonie van de Tsukuba Expo in 1985 schreef hij de muziek en ook voor het nationale sport festival in 1992 en in 1994.

## Composities

### Werken voor orkest
- 1997 Monopole voor orkest

### Werken voor harmonieorkest
- 1995 Noisy Sky
- 1995 Winding Air
- 2003 Thread, voor harmonieorkest
- 2007 Flying the space time

### Werken voor koor
- 2000 Song of Seven, voor vrouwenkoor

### Kamermuziek
- 2003 The Dipper, voor 76 trombones

### Elektronische muziek
- 1981 Nagara, voor computer
- 1987 Frequency, voor fagot en geluidsband (voor de 16e "International Double Reed Society (IDRS)" Conference in Las Vegas)
- 1994 Positive Sign, voor sopraansaxofoon en computer (voor het 2e JSEM concert)
- 1995 Sukima, voor klarinet en computer (voor het Japans-Duitse Media Art Festival in Kioto)
- 1996 Nagara 2, voor computer (voor ICCMMS in Shanghai)
- 2004 The Stream, Computermuziek
- 2006 Gatheringtones, voor netwerk-computer